# 登高作业
登高作业，是指在工程施工的作业现场，借助于登高用具或登高设施，在攀登条件下进行的高处作业，这类作业也可以称为攀登作业。依据中国国标：凡在坠落高度基准面2m以上（含2m）有可能坠落的高处进行作业，都称为高处作业。登高作业由于存在坠落而使人伤亡的危险，故需要进行针对性的防护。按照不同的坠落高度，高处作业又可分为若干个等级，即：I级（2--5米）、Ⅱ级（5--15米、Ⅲ级（15--30米）和Ⅳ级（30米以上）。